# Hannah Callenbo
Hannah Malin Adéle Callenbo, född 25 februari 1992, är en svensk före detta barnskådespelerska som spelade en av huvudrollerna i Smådeckarna tillsammans med sin äldre syster Matilda Callenbo.

## Filmografi (filmer som haft svensk premiär)
- 2002 - Smådeckarna - Josefin